# Chamaerops humilis
Chamaerops humilis /Хамерóпс или Ниска палма/ (название на рода от гръцки: Chamai – нисък, малък и rhops – храст) е храстоподобно палмово растение. То е най-северният естествено растящ вид палма, единствената палма, произхождаща от континентална Европа и единственият представител на рода Chamaerops.

## Описание
Известна е още с името Палма-джудже, тъй като не достига големи размери, а и расте сравнително бавно. Може да нарасне до 4,5 метра (в родината си до 5 m), но някои остават само 1,5 m. Има синкаво-зелени, дълбоко нарязани ветрилообразни листа с дължина 70 – 80 сантиметра. От Trachycarpus fortunei се отличава по това, че дръжките на листата ѝ са по-къси и осеяни с много шипове. След петата година образува издънки и поради това по често се среща многостволова от колкото едностволова. Цветовете са малки, ярко жълти или жълто-зелени, еднополови в разклонени съцветия, опрашващи се от вятъра. Те са скрити близо до ствола зад листата. Цъфтежът продължава от април до юни. До есента палмата отглежда малки плодове с диаметър около 1 – 1,5 cm. Плодът е кръгла или продълговата ягода с тъмножълт, жълтеникав, оранжев, червеникав или кафяв цвят. Размножаването става със семена и издънки (някои подлагат на съмнение размножаването с издънки). Други отглеждат много коренови издънки, които могат да се развият като гъсти храсти с височина до 4,5 метра, но някои индивиди растат до малко повече от 1 метър на височина и ширина.

## Разпространение
Родината на ниската палма е Западното Средиземноморие, Южна Португалия. Тя е разпространена в Средиземноморието от Испания до Сицилия, и в Северна Африка. Това е една от палмите, която достига далеч на север – 44° с. ш. в Южна Франция, поради топлия средиземноморски климат и е способна да издържа на краткотрайни понижавания на температурата до –15 °C. Среща се още на п-в Крим, черноморския бряг на Кавказ и Грузия и в Турция. В България може да вирее само ако се засади няколкогодишно растение, издръжливо на по-ниски температури. Среща се по Южното Черноморие.
Хамеропсът расте на планински склонове с ниско съдържание на хранителни вещества и сухи пясъчни или скалисти терени на височина до хиляда метра. Растението вирее най-добре на слънце, въпреки че дори полусянката не е недостатък. Джуджетата палми са много устойчиви на суша и не се грижат за дехидратирана почва. През зимата издържа до десет градуса под нулата и малко сняг.

## Използване
Използва се като декоративно растение. Младите пъпки от палмови листа и свежи издънки се употребяват като зеленчук. Наличието на шипове по листата не пречи в някои средиземноморски страни да приготвят от младите листа на Хамеропса салата, макар че загубата на върха при палмата е гибелна за нея. От силните влакна, получени от листата, могат да бъдат направени въжета и четки. В Средиземноморието от ниски палми се правят живи плетове. В Алжир смятат Хамеропса за ненужен плевел, но въпреки това от влакната на отмрялите листа, окръжаващи ствола на палмата, правели рогозки и пълнеж за мебели. Палмата била пред изчезване до момента, в който започнали интензивно да я култивират като декоративно растение.

## Галерия
Веерни листа
Цветове
Плодове
Местообитаване